# Picot negre de Guayaquil
El Picot negre de Guayaquil (Campephilus gayaquilensis) és una espècie d'ocell de la família dels pícids. Habita els boscos de les terres baixes del Pacífic i vessant occidental dels Andes fins als 1300 m, al sud-oest de Colòmbia, oest d'Equador i nord-oest de Perú.